# Oleh Syniehoubov
Oleh Syniehoubov (en ukrainien : Олег Васильович Синєгубов), né le 10 août 1983 dans la ville de Kharkiv, est un homme politique, entrepreneur et juriste ukrainien.

## Biographie
Il est le gouverneur de l'oblast de Kharkiv depuis le 24 décembre 2021 après avoir été celui  de l'oblast de Poltava.

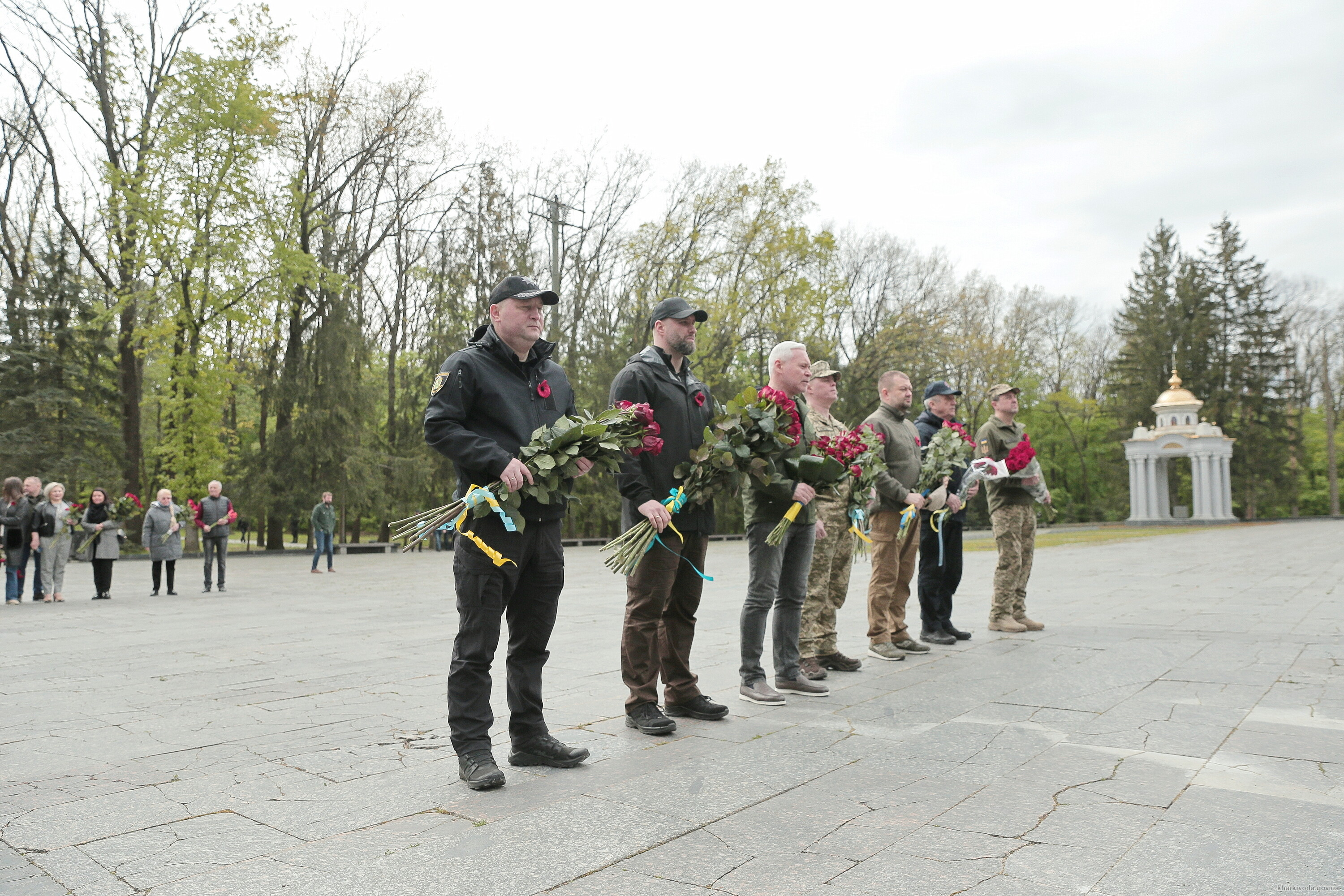
Le 8 mai 2023 lors du Jour de la réconciliation et de la mémoire au Mémorial de la gloire à Kharkiv avec Volodymyr Tymochko, Ihor Terekhov, Oleksandr Kouts, Oleksandr Filtchakov, Oleksandr Volobouïev.

Il est proche des députés Oleksiy Krassov et Pavel Iakymenko et a trouvé une place significative dans l'oblast avec les 300 000 abonnés à sa chaîne telegram.